# Qagar Co
Qagar Co (kinesiska: Xiaga Cuo, 吓嘎错) är en sjö i Kina. Den ligger i den autonoma regionen Tibet, i den sydvästra delen av landet, omkring 760 kilometer nordväst om regionhuvudstaden Lhasa. Trakten runt Qagar Co består i huvudsak av gräsmarker.
Genomsnittlig årsnederbörd är 309 millimeter. Den regnigaste månaden är juli, med i genomsnitt 65 mm nederbörd, och den torraste är november, med 3 mm nederbörd.